# 鉀離子通道開放劑
鉀離子通道開放劑（英語：Potassium channel opener）是一種促進離子通過鉀離子通道傳輸的藥物。

## 例子
一些示例包括：
- 二氮嗪[1]
- 米諾地爾[2]
- 尼可地爾[3]
- 吡那地爾[4]
- 瑞替加濱,[5][6]
- 氟吡汀